# Sydow (Wust-Fischbeck)
Sydow ist ein Ortsteil der Gemeinde Wust-Fischbeck im Landkreis Stendal im Bundesland Sachsen-Anhalt.

## Geografie
Sydow, ein Dorf mit Kirche, liegt etwa 9 Kilometer nordöstlich von Jerichow und etwa 12 Kilometer östlich der Elbe am südlichen Rand der Landschaft „Der Trüben“. Die Landesgrenze zu Brandenburg verläuft unmittelbar nördlich und östlich der Gemarkung Sydow.
Nachbarorte sind Melkow im Westen, Wust im Nordwesten, Schmetzdorf im Nordosten und Briest im Südwesten.

## Geschichte

### Mittelalter bis Neuzeit
Ein hier ansässiges Adelsgeschlecht erscheint urkundlich erstmals im Jahre 1259 mit Henricus de Sidow als Marschall des Markgrafen Otto von Brandenburg. Der Ort gilt als der Stammsitz des bis heute existierenden Uradelsgeschlechts von Sydow.
Das Dorf wurde erstmals erwähnt in der Zeit zwischen 1370 und 1400 im Lehnbuch der Magdeburger Erzbischöfe Albrecht III und Peter als Sydow und im Lehnbuch der Albrechts IV. als Zidow. Die Familie de Meyndorp hatte hier Besitz.
In einer Klageschrift und Schadensrechnung über Landesbeschädigungen des Magdeburger Erzbischofs Günther und dessen Untersassen wurde 1416 Sydow im Lande Jerichow genannt.
Um 1415 gelangte das Pfarrdorf mit Rittergut in den Besitz der Familie von Hopkorff, die auch das dortige Kirchenpatronat ausübte.  Im Jahr 1470 hatten diese von Hopkorff Kornhebungen, etwas später, 1472 Renten im Dorf. Um 1540 ist ihr Patronat über die Pfarrkirche nachgewiesen. Es finden sich für den Familiennamen Hopkorff auch die Schreibweisen Hopffkorb oder Hopkorf. Als der letzte Erbherr der Familie, Lippold Ernst von Hopkorff 1660 verstarb, kam Sydow als verfallenes Lehen an die Krone zurück.
Kurz zuvor, 1658, hatte Hans Christoph von Katte Sydow gekauft. Einige Jahre danach übernahm er das Patronat der Kirche zu Sydow. Die Familie derer von Katte hatte das Patronatsrecht bis zur Enteignung im Rahmen der Bodenreform von 1946 inne. Nach dem Genealogischen Handbuch des Adels war der letzte Gutsbesitzer auf Sydow der Rittmeister Viktor von Katte-Hohenkamern (1863–1940). Er begann seine Laufbahn auf der Ritterakademie am Dom zu Brandenburg und heiratete 1904 Johanna von Alvensleben-Schollene. Erben bis zur Bodenreform wurden die beiden Töchter Hildegard und Victoria-Elisabeth.

### Sydower Rosenfest
Seit dem Jahre 1732 wurden die Kirchengemeinden Sydow und Zollchow von einem Pfarrer betreut. Ein bedeutender Pfarrer war Samuel Friedrich Schulze (1726–1804) der von 1756 bis 1803 in Sydow tätig war. Er galt als Neuerer in der Landwirtschaft, gab selbst gewonnenes Klee- und Luzernesaatgut an die Bauern weiter. Unter seiner Anleitung wurden Wiesen und Äcker entwässert und so die Fruchtbarkeit gesteigert. 1763 herrschte die Ruhr in den Dörfern seiner Gemeinde und Schulze war als Arzt tätig. Schulze veröffentlichte ab 1760 eine mehrteilige Sammlung kirchlicher Lieder namens „Neue geistliche Lieder“. Sein Wirken war von finanziellem Erfolg gesegnet. Da er selbst keine Kinder hatte, beschloss er, aus seinem Nachlass eine Stiftung zu finanzieren.
1782 stiftete Samuel Friedrich Schulze 1000 Reichstaler für die „Stiftung eines Rosenfestes für gute Töchter zu Sido und Zolcho“, um weibliche Tugenden und Sittsamkeiten in seinem Kirchensprengel zu fördern und zu belohnen. Bis ins 20. Jahrhundert fand das Fest jährlich nach Johanni statt. Von der Gemeinde wurde ein ehrbares Mädchen ausgewählt, das bei der feierlichen Zeremonie zum Rosenfest ein finanzielle Aussteuer erhielt.

### Sydower Bruderschaft
In den ersten Tagen des August 1922 trafen sich 30 evangelische Pfarrer auf Einladung des damaligen Gemeindepfarrers Georg Schulz (1899–1954) zu einer Rüstzeit in Sydow. Sie behandelten Fragen zur Situation der Kirche und die Notwendigkeit der Seelsorge an Seelsorgern. Sie gründeten die Sydower Bruderschaft, um eine geistliche Erneuerungsbewegung für die evangelische Kirche zu schaffen. Weitere bekannte Mitglieder waren Eitel-Friedrich von Rabenau und Joachim Heinrichs. Die Bruderschaft musste im Jahr 2002 aus Altersgründen ihrer Mitglieder ihre Arbeit aufgeben. Der Grabstein von Georg Schulz, der zuletzt in Hamm in Westfalen lebte, steht heute vor dem Eingang der Dorfkirche in Sydow.

### Eingemeindungen
Sydow gehörte früher zum zweiten Distrikt im Jerichowschen Kreis im Norden des Herzogtums Magdeburg. 1816 kam es zum Kreis Jerichow II, dem späteren Landkreis Jerichow II in der preußischen Provinz Sachsen.
Am 30. September 1928 wurde der Gutsbezirk Sydow mit der Landgemeinde Sydow vereinigt.
Am 20. Juli 1950 wurde die bis dahin eigenständige Gemeinde Briest nach Sydow eingemeindet. Am 25. Juli 1952 kam die Gemeinde Sydow in den neugebildeten Kreis Havelberg. Am 15. Februar 1974 wurde die Gemeinde Sydow mit deren Ortsteil Briest nach Wust eingemeindet.
Wust ging am 1. Januar 2010 in der neu gebildeten Gemeinde Wust-Fischbeck auf.

### Einwohnerentwicklung
| Jahr       | 1782    | 1818    | 1840    | 1864    | 1867 | 1871 | 1905 | 1910 |
| Dorf Sydow | [00]179 | [00]200 | [00]234 | [00]264 | 260  | 258  | 193  | 199  |
| Gut Sydow  |         |         |         |         | 022  | 022  | 066  | 057  |

| Jahr | Einwohner |
| ---- | --------- |
| 1925 | 271       |
| 1933 | 247       |
| 1939 | 243       |
| 1946 | 365       |
| 1964 | 349       |

| Jahr | Einwohner |
| ---- | --------- |
| 2014 | 137       |
| 2017 | 134       |
| 2018 | 127       |
| 2019 | 123       |
| 2020 | 124       |

| Jahr | Einwohner |
| ---- | --------- |
| 2021 | [00]127   |
| 2022 | [0]118    |

Quellen wenn nicht angegeben: 1867 bis 1964 Unterlagen der Volkszählung

## Religion
Die evangelischen Kirchengemeinde Sydow, die früher zur Pfarrei Sydow bei Schmetzdorf, Kreis Jerichow II gehörte, wird heute betreut vom Pfarrbereich Jerichow im Kirchenkreis Stendal im Bischofssprengel Magdeburg der Evangelischen Kirche in Mitteldeutschland.
Die ältesten überlieferten Kirchenbücher für Sydow stammen aus dem Jahre 1649.
Die katholischen Christen gehören zur Pfarrei St. Elisabeth in Tangermünde im Dekanat Stendal im Bistum Magdeburg.

## Politik

### Historisches Wappenbild
Die ehemaligen Gemeinden Briest und Sydow führten in ihrem Gemeindesiegel schon einmal ein wappenähnliches Siegelbild. Dieses Siegel wurde im Zeitraum nach dem Zweiten Weltkrieg bis in das Jahr 1952 benutzt.

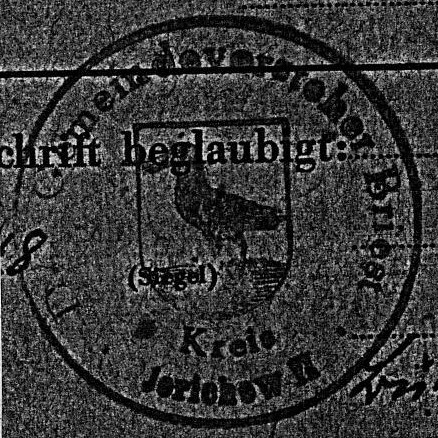
Altes Siegel der Gemeinde Briest
Altes Siegel der Gemeinde Sydow

## Kultur und Sehenswürdigkeiten
- Die evangelische Dorfkirche Sydow ist ein spätromanischer Backsteinbau aus der Zeit um 1220 bis 1250.[12] Im ursprünglichen Zustand sind nur die kleinen Fenster der Apsis.[35] Der 1616 errichtete barocke Fachwerkturm mit Schweifdach wurde in den letzten Kriegstagen 1946 zerstört. 1949 wurde ein Backsteinturm errichtet.[36]
- Die Kirche besitzt ein steinernes Taufbecken. Vor einigen Jahren wurden romanische Wandmalereien freigelegt, Weihekreuze, Fenster- und Bogenrahmungen um die drei Fenster in der Apsis, im Chorraum, dem Triumphbogen und im Kirchenschiff. Besonders ist das Ostfenster mit einer dreidimensionalen Imitation eines laufenden Bandes.[36]
- Der „Geschichtskreis und Marionettenbühne“ in Briest kümmert sich um die Erhaltung der Kirchen in der Region um Wust und organisiert Kirchenführungen zur Finanzierung.[37][36]
- Vor der Kirche stehen figürliche Grabsteine mit Hopkorfschem Wappen.[11]
- Der Ortsfriedhof befindet sich östlich des Dorfes.
- In Sydow steht ein Denkmal für die Gefallenen des Ersten Weltkrieges, eine Feldsteinpyramide mit aufgesetztem Findling.[38]

## Verkehr
Es verkehren Linienbusse und Rufbusse von stendalbus.